# Analândia
Analândia é um município brasileiro do interior do estado de São Paulo. O município possui a categoria de Estância Climática. Sua população estimada em 2019 era de 4 995 habitantes.

## Estância climática
Analândia é um dos 12 municípios paulistas considerados estâncias climáticas pelo Estado de São Paulo, por cumprirem determinados pré-requisitos definidos por Lei Estadual. Tal status garante a esses municípios uma verba maior por parte do Estado para a promoção do turismo regional. Também, o município adquire o direito de agregar junto a seu nome o título de Estância Climática, termo pelo qual passa a ser designado tanto pelo expediente municipal oficial quanto pelas referências estaduais.

## História
| Cronologia |
| - 1884: O trecho entre Rio Claro e São Carlos que passava pelo Cuscuzeiro foi aberto pela Cia. Rio-Clarense em 15 de outubro de 1884. Comprada pelos ingleses que formaram a Rio Claro Railway em 1888, esta foi vendida para a Cia. Paulista em 1892, que ficou com a linha, que então chegava até Araraquara e foi renomeada como Secção Rio Claro. Dentro dos limites da atual Analândia foram construídas duas estações inicialmente: Anápolis e Oliveiras inauguradas no mesmo 15 de outubro de 1884. |
| - 1887: Manuel Vicente Lisboa, proprietário da Fazenda Santa Maria da Glória, na sesmaria do Cuscuzeiro doou vinte alqueires de terras, gleba que pertenceu a Torquato de Arruda e seu irmão, para a formação de um povoado. A 20 de outubro daquele ano, os primeiros povoadores, Diego Eugênio de Sales, João Pinto Ferreira, Irineu de Souza Martins, Antônio Correa da Rocha, Alibrando César, João de Camargo Lima, João Evangelista de Sales e Jacinto Agostinho Levy, deliberaram a construção de uma capela, cuja pedra fundamental foi lançada a 23 de outubro, sob a invocação de Sant’Ana. O povoado nascente recebeu o nome de Cuscuzeiro, denominação oriunda do Pico que está situado em uma colina, que era propriedade do Barão de Araraquara. |
| - 1890: Foi elevado a Distrito de Paz, com o nome de Anápolis, em homenagem à padroeira da localidade, Sant’Ana, acrescendo ao nome santo o sufixo grego “polis” que significa cidade. Pelo decreto estadual nº 105, de 17 de dezembro de 1890, subordinado ao município de Rio Claro. |
| - 1896: Inaugurada a Estação Cuscuzeiro em 31 de dezembro de 1896 que também era posto telegráfico. |
| - 1897: Elevado à categoria de vila com a denominação de Anápolis, pela lei estadual nº 505, de 21 de junho de 1897, desmembrado de Rio Claro. Sede na vila de Anápolis. Constituído do distrito sede. Instalado em 30 de novembro de 1897. |
| - 1906: Elevado à condição de cidade com a denominação de Anápolis, pela lei estadual nº 1038, de 19 de dezembro de 1906. |
| - 1911: No dia 30 de maio de 1911, a Câmara Municipal de Analândia aprovava projeto de lei que doava ao governo do Estado um terreno para edificação do prédio do Grupo Escolar. A primeira professora pública do município foi a senhora Dona Joaquina da Silveira Santos nomeada pela Prefeitura. |
| - 1915: Desativada em setembro de 1915 a Estação Cuscuzeiro pela Cia Paulista. |
| - 1940 Desativada em agosto a Estação Oliveiras pela Cia Paulista. |
| - 1944: Pelo decreto-lei estadual nº 14334, de 30 de novembro de 1944, o município de Annapolis tomou o nome Analândia. Devida a dualidade de nomes entre municípios brasileiros foi alterada a denominação de Anápolis para Analândia, agregando o sufixo saxônico “land” que significa terra. O vocábulo passou a defini-la como “terra de Ana”. |
| - 1966: Devido à qualidade de suas águas e principalmente ao clima, Analândia passou à categoria de Estância Climática. |
| - 1966: Desativada em agosto a Estação Analândia (antiga Anápolis) pela Cia Paulista. Em 1 de setembro de 1966, o prédio da estação foi vendido, no jardim, ainda está a antiga casa do chefe da estação, e a seu lado, trilhos com um vagão que foi utilizado no ramal. A estação ainda mostra o dístico "Annapolis". |

## Geografia
Localiza-se a uma latitude 22,07 sul e a uma longitude 47,39 oeste.  Possui uma área de 326,6 km².
Posição geográfica: Centro-leste do estado de São Paulo a 221 quilômetros da capital com acesso pela Rodovia dos Bandeirantes (SP-348), Rodovia Anhanguera (SP-330), ou Rodovia Washington Luís (SP-310) a partir de Limeira e a partir destas acesso pela Rodovia Deputado Rogê Ferreira - (SP-225).
Limites territoriais: Norte: Descalvado - Sul: Corumbataí e Itirapina - Leste: Pirassununga e Santa Cruz da Conceição - Oeste: São Carlos.

### Topografia
Elevações: Pedra do Camelo e Pico do Cuscuzeiro: 900m.

### Clima
Clima: subtropical com inverno seco (quente de dia e frio à noite). Temperatura média anual: 23 °C.

### Hidrografia
- Rio Corumbataí

Berço do Rio Corumbataí, através de múltiplas nascentes: Córregos do Veado, do Retiro, do Vavaleio, da Nova América, São Francisco, Olaria, Santa Terezinha e outros.

### Rodovias
- SP-225 - Rodovia Deputado Rogê Ferreira

## Política e administração
- Prefeita:  Silvana Marcia Perin Campbell Penna (2025/2028).
- Vice prefeito: Valdemir Mascia (2025/2028).

## Infraestrutura

### Comunicações
O sistema de telefones automáticos foi inaugurado na cidade em 1974 pela Telecomunicações de São Paulo (TELESP), que também implantou o sistema de discagem direta à distância (DDD) em 1982 com o código de área (0195). Anteriormente a cidade era atendida pela Companhia Telefônica Brasileira (CTB).
Na década de 90 o código DDD da cidade foi alterado para (019), para padronização do sistema telefônico com a telefonia celular que estava sendo implantada em todo o estado.

## Cultura e lazer

### Cuscuzeiro

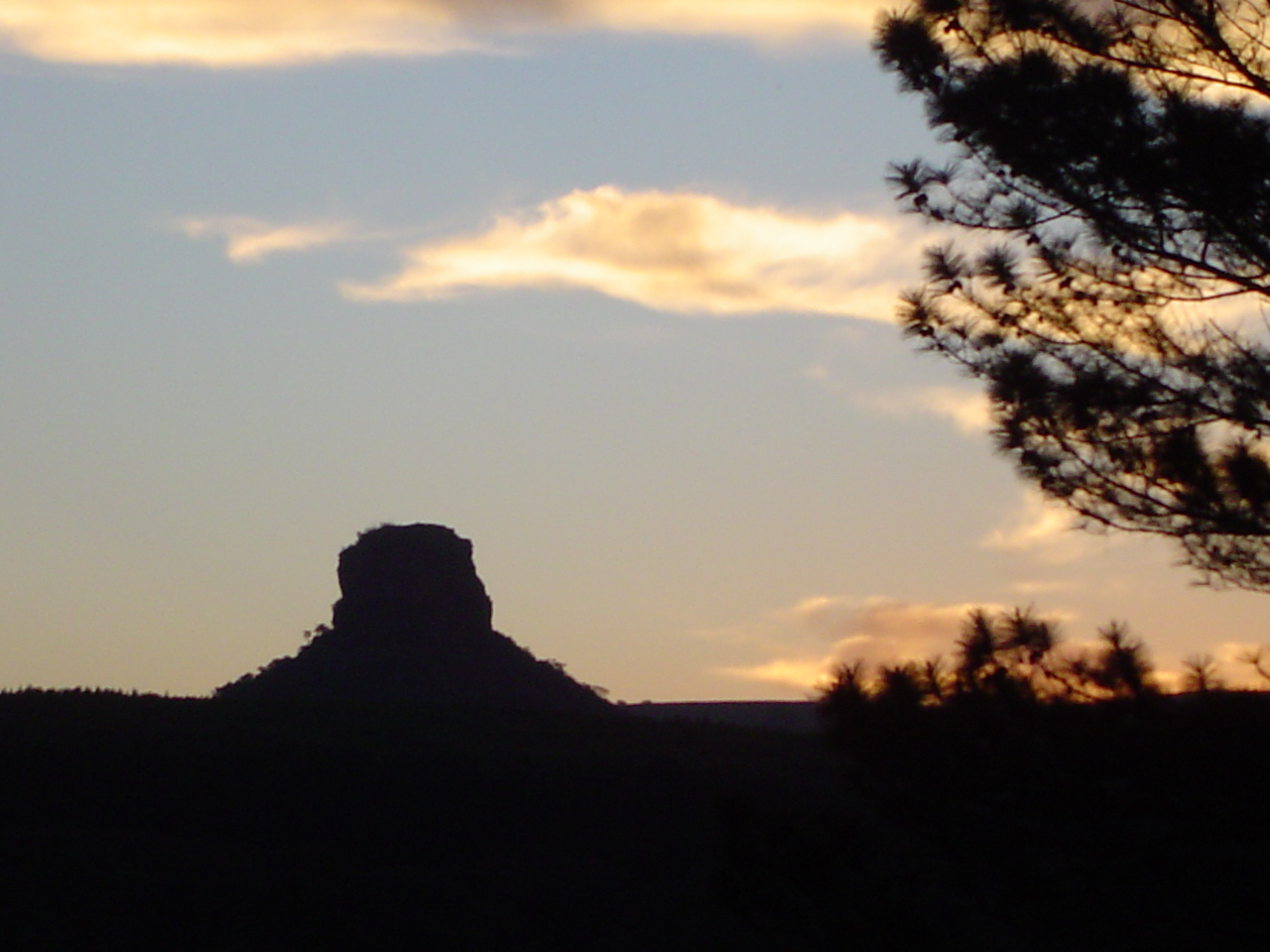
Morro do Cuscuzeiro ao pôr-do-sol.

O cuscuzeiro é um morro de cerca de 900 metros de altura, dos quais aproximadamente 50 metros são de formação rochosa vertical, o que o caracteriza geologicamente com uma formação de morro testemunho. Constituído de rocha arenítica e localizado na cidade brasileira de Analândia, no estado de São Paulo, notório ponto turístico e local para contemplação, para a prática de escalada tendo mais de 62 vias para a prática de escalada, com graus variando desde o 3.ºsup até o 9.ºAB. As vias contemplam desde escalada um pouco mais tradicionais (com mais de uma cordada), vias esportivas com graus elevados e também vias com proteções em móvel. Outra atividade um pouco menos procurada no "cuscuzeiro" é o rapel.

### Esportes
Criado em 14 de agosto de 1946, a Associação Atlética Analandense é a principal refência futebolística da cidade.

Também, em se tratando do esporte bretão, existem os seguintes times: Fino da Bola F.C., criado em 10 de setembro de 1981, e o Aliança F.C.

Em 14 de agosto de 1955, a Analandense venceu categoricamente o Flamengo de Santa Gertrudes pela contagem de 5 a 1.

## Religião
O Cristianismo se faz presente na cidade da seguinte forma:

### Igreja Católica

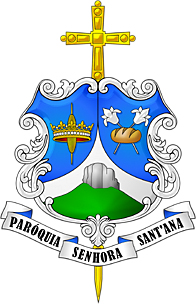
Brasão paroquial.

O município pertence à Diocese de Limeira e possui apenas uma paróquia, a Paróquia Senhora Sant'Ana.
Data de criação: 12/12/1887
Data de Fundação 12/01/1899
Papa Reinante: S.S.Papa Francisco
Bispo Diocesano : Dom José Roberto Fortes Palau.
Administrador paroquial : Pe.Isaías Daniel

### Igrejas Evangélicas
Entre as igrejas protestantes históricas, pentecostais e neopentecostais, encontram-se na cidade:
- Assembleia de Deus Ministério do Belém.[13][14]
- Congregação Cristã no Brasil.[15]